# Салерно (провинция)
Салерно (на италиански: Provincia di Salerno) е провинция в Италия, в региона Кампания.
Площта ѝ е 4918 км², а населението — около 1 100 000 души (2007). Провинцията включва 158 общини, административен център е град Салерно.

## Административно деление
Провинцията се състои от 158 общини:
- Салерно
- Агрополи
- Албанела
- Алтавила Силентина
- Алфано
- Амалфи
- Ангри
- Акуара
- Атена Лукана
- Атрани
- Аулета
- Ачерно
- Ашеа
- Барониси
- Батипаля
- Белици
- Белозгуардо
- Брачиляно
- Буонабитаколо
- Бучино
- Валва
- Вале дел'Анджело
- Вало дела Лукания
- Вибонати
- Виетри сул Маре
- Джифони Вале Пиана
- Джифони Сей Казали
- Джой
- Джунгано
- Еболи
- Испани
- Кава де' Тирени
- Каджано
- Казал Велино
- Казалбуоно
- Казеле ин Питари
- Казалето Спартано
- Калванико
- Камерота
- Кампаня
- Кампора
- Каналонга
- Капачо
- Кастел Сан Джорджо
- Кастел Сан Лоренцо
- Кастелчивита
- Кастелабате
- Кастелнуово ди Конца
- Кастелнуово Чиленто
- Кастильоне дел Дженовези
- Колиано
- Конка дей Марини
- Контроне
- Контурси Терме
- Корбара
- Корлето Монфорте
- Кукаро Ветере
- Лавиано
- Лауреана Чиленто
- Лаурино
- Лаурито
- Лустра
- Майори
- Маляно Ветере
- Меркато Сан Северино
- Минори
- Мойо дела Чивитела
- Монтано Антилия
- Монте Сан Джакомо
- Монтезано сула Марчелана
- Монтекорвино Пуляно
- Монтекорвино Ровела
- Монтекориче
- Монтефорте Чиленто
- Мориджерати
- Нови Велия
- Ночера Инфериоре
- Ночера Супериоре
- Олевано сул Тушано
- Оливето Читра
- Олястро Чиленто
- Оминяно
- Ория
- Отати
- Падула
- Пагани
- Паломонте
- Пелецано
- Пердифумо
- Перито
- Пертоза
- Петина
- Пиаджине
- Пишота
- Позитано
- Пола
- Полика
- Понтеканяно Фаяно
- Постильоне
- Праяно
- Приняно Чиленто
- Равело
- Ричиляно
- Рокаглориоза
- Рокадаспиде
- Рокапиемонте
- Романяно ал Монте
- Рофрано
- Рошиньо
- Рутино
- Сако
- Сала Консилина
- Салвителе
- Саленто
- Сан Валентино Торио
- Сан Грегорио Маньо
- Сан Джовани а Пиро
- Сан Манго Пиемонте
- Сан Марцано сул Сарно
- Сан Мауро Ла Брука
- Сан Мауро Чиленто
- Сан Пиетро ал Танагро
- Сан Руфо
- Сан Чиприано Пичентино
- Сант'Анджело а Фазанела
- Сант'Арсенио
- Сант'Еджидио дел Монте Албино
- Санта Марина
- Сантомена
- Санца
- Сапри
- Сарно
- Сасано
- Серамедзана
- Сере
- Сеса Чиленто
- Сиано
- Сичиняно дели Албурни
- Скала
- Скафати
- Стела Чиленто
- Стио
- Теджано
- Торака
- Торе Орсая
- Торкиара
- Торторела
- Трамонти
- Трентинара
- Фелито
- Фишано
- Фуроре
- Футани
- Челе ди Булгерия
- Чентола
- Черазо
- Четара
- Чичерале